# Ethel Muckelt
Ethel Muckelt (Moss Side, Manchester, 30 de maig de 1885 – Altrincham, Gran Manchester, 13 de desembre de 1953) va ser una patinadora artística sobre gel anglesa que va competir a començaments del segle xx, tant en la modalitat individual com en parelles.
El 1920 va prendre part en els Jocs Olímpics d'Anvers, on finalitzà en cinquena posició en la prova parelles del programa de patinatge artístic junt a Sidney Wallwork.
Quatre anys més tard, als Jocs de Chamonix, fou quarta en la mateixa prova, aquesta vegada formant parella amb John Page; mentre en la prova individual guanyà la medalla de bronze.
El 1928, a Sankt Moritz, disputà els seus tercers i darrers Jocs Olímpics. En aquesta ocasió finalitzà en setena posició en la prova per parelles, novament al costat de John Page.

## Palmarès

### Individual
| Competició        | 1923 | 1924 | 1925 |
| ----------------- | ---- | ---- | ---- |
| Jocs Olímpics     |      | 3a   |      |
| Campionat del món | 4a   |      | 5a   |

### Paerelles
(amb Sidney Wallwork)
| Competició    | 1920 |
| ------------- | ---- |
| Jocs Olímpics | 5a   |

(amb John Page)
| Competició        | 1924 | 1926 | 1928 |
| ----------------- | ---- | ---- | ---- |
| Jocs Olímpics     | 4a   |      | 7a   |
| Campionat del món | 2a   | 6a   | 4a   |